# 沙織 -美少女達の館-
『沙織 -美少女達の館-』（さおり びしょうじょたちのやかた）は、1991年10月18日にX指定（フェアリーテール）より発売されたアダルトゲーム。

## 概要
ヒロインの放尿シーンから始まる本作は無修正グラフィックを売りとしていたが、京都府の男子中学生に万引きされたことから、フェアリーテールが世間の注目と非難を集めた末に摘発された事件が、後に言われるところの「沙織事件」である。日本のアダルトゲーム業界に衝撃を与えたこの事件は、コンピュータソフトウェア倫理機構設立の引き金となった。なお、無修正であること自体は当時珍しいことではなく、むしろ作中のシチュエーションが問題として提示されやすかった部分がある。

## あらすじ
白い仮面を着けた男たち2人によって、どこかの洋館に拉致監禁されてしまったヒロインの沙織は、目くるめく性の幻覚を見る。
沙織が見る幻覚は、過激なシーンが多い。近親相姦は父娘や兄妹はもとより、巫女姉妹の同性愛も描かれる。また、大学においては後輩による先輩の調教や女性教師と男子生徒のセックス、職場においても上司とOLや男性警察官と女性警察官のセックスなどが描かれる。